# اورایاسو، چیبا
اورایاسو، چیبا از شهرهای Chiba Prefecture Japan است که جمعیت آن در January 1 ۲۰۰۸۱۵۹٬۳۱۲نفر بوده‌است.